# 乃木ちはる
乃木 ちはる（のぎ ちはる、1993年4月17日 - ）は、日本のAV女優。LINX所属。

## 略歴
2015年12月、「美波あや（みなみ あや）」としてAVデビュー。所属事務所はティーパワーズ。
2016年に活動を休止。
2017年に「乃木ちはる」として再デビュー（LINX所属）。

## 人物
福島県出身。
趣味・特技はスポーツ観戦（野球・プロレス）、コスプレ。

## 出演作品

### アダルトDVD
- 中出し志願!! こんな可愛い顔して会ったばかりのおじさんに膣内射精を懇願するド変態中出し中毒娘 待望の2人目 AV DEBUT 岩手県在住女子大生 天然Eカップ あやさん22歳 中出し願望に加え、犯され願望もある女子大生に真正中出し13発（12月24日、SODクリエイト）※「あや」名義

- ハロウィンナンパ 2015in渋谷 〜浮かれたシロウト娘大収穫祭〜（1月20日、DOC）※「サラ」名義
- 接客中に顔を紅潮させながら感じまくるバイト娘 特別編 パチンコ店中出しSP 〜ホールレディ、カウンターレディ、イベントガール、コーヒーレディ〜（2月6日、ナチュラルハイ）
- 嘘発見器でJKを丸ハダカ! 「本当はエッチ好きなんでしょ?」（3月11日、DOC）※「まな」名義
- 淫乱素人見つけました セクシータレント志願の言いなり神M女を調教して強制中出し（3月19日、乱丸）※「ゆり」名義
- ラグジュTV×PRESTIGE PREMIUM 02（5月20日、プレステージ）※「美南海あや」名義

- 顔出し解禁!! マジックミラー便 関東有数のお嬢様大学に通う高学歴女子大生 人生初のセルフイラマチオ編 vol.02 ギンギンに勃起したデカチンを喉奥まで咥え込んだ女子大生はインテリオマ○コにも巨根を挿れたくなってしまうのか!?（8月19日、ディープス）※「まいこ」名義
- 通勤バスはギュウギュウの満員で目の前には黒パンストのOLだらけ!どうしようもなく興奮しちゃった僕は生チ○コ擦りつけたら握り返してきた 9（9月21日、SWITCH）
- オシャレなカフェで働く店員さん かわいいくせに中身はオヤジな女子! 巨根でイカせまくり悶絶快楽漬けに…（9月25日、ブロッコリー）
- センズリのお手伝いして下さい! 可愛い女の子に握らせて射精するまでシコらせch 3（10月10日、ブリット）
- 【隠し撮りドキュメント】 ネットで噂の必ず人妻とパコれるスポットに強行潜入!欲求不満の若妻から熟女が出会いを求めやってくる豊島区巣○の出会い系喫茶「H●N●K●熟」で起こっている『入れ食い状態の乱痴気騒ぎ』の一部始終を盗撮してみた結果…。（10月13日、EROTICA）
- AVデビューでイキナリ10連発!（10月13日、REAL）
- 「俺ん家こない?」 相席居酒屋でお持ち帰りできるかガチ検証! 2（11月10日、ブリット）
- コタツの中で内緒で悪戯 妹が可愛すぎて欲望を抑えきれない義兄は近親○姦生中出し（12月10日、ブリット）※「みき」名義

- 孕ませ美少女8人4時間 オヤジの生チ○ポで種付け撮り8連発!（1月26日、S級素人）　※総集編（乃木ちはるのみ撮り下ろし）
- オールSEX大成功 マジ卍ナンパ 4時間 生ハメDX volume.001（12月14日、プレステージ）

- 一般黒人男性×素人秘書 才色兼備な大手企業のエリート秘書が黒人デカち○ぽ最狂イラマチオ体験! 日本人の短小ち○ぽよりもはるかに大きい外国サイズの巨根を喉奥までねじ込まれ涙目でえずき汁を垂らしながらも疼いてしまったインテリオマ○コ! 子宮の奥まで届く未体験のガン突きセックスに連続激イキ合計57回!! 人生初の黒人ザーメン中出しスペシャル!（2月7日、ディープス）
- レズ友マッチング企画 「気になるママ友がいるんです…」 本気のレズ口説き! ママ友同士初めての生レズ体験!（2月10日、ホットエンターテイメント）※「ちか」名義
- 「わたし…他のチ○ポも挿れてみたい!!」 真面目過ぎる兄嫁が兄以外のチ○ポ初体験で淫乱モンスター化! だらしないボクと違って優秀でエッチなことにあまり興味のない兄。そして兄としかエッチしたことのない兄嫁。その兄夫婦がしばらく実家に住む事に!?すると真面目過ぎてエロの知識が乏しい兄嫁は、思春期真っただ中のボクに興味津々!?兄には聞けないエッチな事をボクが教えていくと…兄嫁のエロ欲望は増すばかり!!遂にはボクのチ○ポを挿れてみたい願望が抑えきれずセックス懇願!我を忘れ狂ったように乱れまくる自己解放騎乗位で連続爆イキ!何度も何度も求められました!（2月19日、Hunter）
- マングリード 8（3月1日、サルトル映像出版）
- ギチギチ緊縛 猿轡を噛まされうめき声をあげる女達 2（3月7日、シネマジック）
- 「待って、挿っちゃう、それ以上動いたら…挿っちゃうから…お願いヤメテ…」という義姉と素股してたらズブリと生挿入! でも挿入しちゃったら「もっと動かして!もっと中に出して!」と… ボクの義理の姉は自分に自信がないのか外では控えめで大人しい恰好をしています。でも、ボクは知っているのです。メガネを外せば超美人で、しかも、スタイル抜群の巨乳で誰もが振り返るであろう美貌の持ち主だということを!(隠れて着替えやお風呂を除いていますからわかるんです!)日々の暮らしで遂に義姉への思いが爆発!義姉のことを好きなのがバレてしまうが、義姉は「お義姉ちゃんをからかってるんでしょ…?本当にお義姉ちゃんでいいの…?でも…義理とはいえ姉弟だし…」と…。でも我慢出来ないボクは義姉にせめて擦り合わせるだけの素股をお願い。ボクの勢いに断りきれない義姉は困った様子で渋々OK。素股をしながら義姉の服を脱がし、普段は覆い隠している胸やお尻が次第に露になっていき大興奮のボクのチ○ポはもう直立勃起。擦れ合っていたマ○コがヌルヌルになってきたので我慢出来なくなり強引に挿入!そのまま中出し!すると、あまりの気持ち良さに義姉は怒るどころか激しく腰を振り続け『もっとちょうだい!!』と言いながら激しい打ち付け騎乗位でさらに精子を搾り取ろうとしてくるのです。お義姉ちゃんがこんなにスケベすぎるなんて…。（3月19日、Hunter）
- 万引き若妻バックヤード拘束輪姦 3 万引きをした主婦を捕まえ、バックヤードに拘束して従業員全員で入れ替わり立ち替わり性的制裁を加えて犯しまくる!（4月7日、アパッチ）
- 人妻ズボッと生電話中に寝取り中出し 旦那と電話中の奥様の敏感乳首こねくり回して不倫セックス生中継（4月12日、SCOOP）
- 満員バスで夫が横に居るのに他人のチ○ポが尻に触れるたび興奮が高まる奥さん。むっちりミニスカ尻の反応して勃起したチ○ポをスリル萌えで思わず握りしめていた。こんな所で挿入しちゃうの?!（4月25日、SWITCH）
- 巨乳ノーブラ乳首ポッチで絶倫少年を発情させてしまった人妻たち（4月26日、アイエナジー）
- フライト帰りの美脚CAが童貞君とノーパン黒パンスト素股!? 勃起チ○ポがパンスト越しにマ○コを刺激し赤面発情!そのまま優しく筆下ろしSEX!! 2（5月24日、DOC）
- カーテン1枚の中の密室 試着室でこっそり犯されるアパレル店員（5月31日、REAL）
- DID 誘拐・監禁・着衣緊縛・猿轡 拘束され絶望するヒロインたち 5（6月7日、シネマジック）
- 新作撮り下ろし! 2作品同時収録! エンドレスピストン中出し痴漢/お尻を触られても何も言えない気弱なピタパンナースは連日のセクハラで感じまくり!最終的には挿入まで許してしまい、感じていないフリして何度も爆イキ!（6月7日、アパッチ）
- 『初めてだから…生でもいいよ!』やさしい巨乳女教師が童貞君の生チ○ポを素敵に筆おろし!? 現役教師の膣圧と生の快感に耐え切れず!そのまま生中出し童貞卒業SEX!（6月28日、DOC）
- 恥辱の女潜入捜査官 12 酷縛のプリマドンナ（7月7日、シネマジック）
- カメラ目線であなたにオナニーのやり方、指示します。（7月25日、SEX Aget）
- 完全真横アングル、2発射はさせる手を使わないイラマチオ（7月25日、SEX Agent）
- ローションまみれのノーブラ乳首いじり（7月25日、SEX Agent）
- 桃尻ピタパン人妻がケガしたボクの介助にヤッて来て… 思いやりに乗っかってヌルっと奥まで挿れちゃった!!（8月9日、SCOOP）
- 1:0.7:1=女体黄金比（8月13日、バルタン）
- 競泳水着のムチムチお姉さんに太もも責めされるM男（8月23日、REAL）
- 親族内背徳の孕ませ不妊治療スワップ（8月25日、AVS Collector's）
- 肛門検査 〜ヒダ一本まで高解像度でじっくりと鑑賞する尻穴〜（8月25日、SEX Agent）
- 超敏感体質の淑妻 秘めた性癖、止まらない快楽痙攣! 公開特濃ザーメン種付け交尾（9月19日、美人魔女）
- 股縄狂いの女達（9月24日、カリマンタン）
- 神視点で垣間見る、夫と妻の日常性交 〜Le sexe habituel du mari et de la femme〜（10月11日、ヒメゴト）
- 全ての男が勃起する極上のカラダの素人 1（10月11日、プレステージ）
- 濃厚接吻媚薬レズ 隣の部屋に越してき隣人に媚薬を盛られて…（10月24日、ヒビノ）
- M男の顔を使ってオナニーするエッチなお姉さん（10月25日、REAL）
- 普段妻に頭が上がらないボク 今日も年上の妻にクンニを強いられてます だがそれがいい（11月8日、ヒメゴト）※オムニバス作品
- 縛られた美しき女体（12月13日、FAプロ）※オムニバス作品

- 和室のエクスタシー 旅館でファック（1月13日、FAプロ）※オムニバス作品
- 風俗嬢に恋した私 ～出張先で出会ったデリヘル嬢は最上級のレズビアン～（2月1日、U&K）
- 宿命 追い詰められた女たち（2月13日、FAプロ）※オムニバス作品
- 熟女レズビアンSEX ネコとタチ（2月13日、FAプロ）※オムニバス作品
- レズデリヘル2020 ～今すぐ遊べるHなお嬢さんはこちら!～（3月13日、U&K）※オムニバス作品

### VR
- 目の前に広がるランジェリーナ! ぷにぷにモリマン むちむちTバック もみもみブラジャー ぷりぷり美尻 ほぼノーモザイクVR（2019年11月13日、ROOKIE VR）※オムニバス作品
- 目の前でお尻をじっくり観察! アナルを開いたり閉じたりパクパクしたりガッツリ丸見えVR（2019年11月29日、ROOKIE VR）※オムニバス作品
- 超接近フェラチオVR 2（2019年11月29日、CASANOVA）※オムニバス作品
- ユーザーが望まなかったVR、或いはエポックメイキングを夢見た過ちとしての軌跡「私は失敗をしたのではない、私は挑戦を続けたのだ」（2020年4月24日、CASANOVA）※オムニバス作品